# Comuna Studenîțea, Korostîșiv
Studenîțea (în ucraineană Студеницька сільська рада) este o comună în raionul Korostîșiv, regiunea Jîtomîr, Ucraina, formată din satele Horodenka, Rudenka și Studenîțea (reședința).

## Demografie
Componența lingvistică a comunei Studenîțea
     Ucraineană (98,07%)
     Rusă (1,87%)
Conform recensământului din 2001, majoritatea populației comunei Studenîțea era vorbitoare de ucraineană (98,07%), existând în minoritate și vorbitori de rusă (1,87%).